# Abdullah Tuğluk
Abdullah Tuğluk (* 27. Juni 1999 in Istanbul) ist ein türkischer Leichtathlet, der im Langstreckenlauf sowie im Hindernislauf an den Start ging.

## Sportliche Laufbahn
Erste Erfahrungen bei internationalen Meisterschaften sammelte Abdullah Tuğluk im Jahr 2021, als er bei den U23-Europameisterschaften in Tallinn mit 9:18,33 min in der Vorrunde über 3000 m Hindernis ausschied. Anschließend belegte er bei den Balkan-Halbmarathonmeisterschaften in Bitola in 1:07:18 h den vierten Platz und im Dezember wurde er bei den Crosslauf-Europameisterschaften in Dublin nach 26:19 min 57. im U23-Rennen. 2023 kam er bei den World University Games in Chengdu im Finale über 3000 m Hindernis nicht ins Ziel und im Jahr darauf gewann er bei den Balkan-Meisterschaften in Izmir in 8:39,44 min die Silbermedaille hinter dem Österreicher Tobias Rattinger. Anschließend verpasste er bei den Europameisterschaften in Rom mit 8:56,54 min den Finaleinzug. Im Dezember wurde er bei den Crosslauf-Europameisterschaften in Antalya in 23:19 min 35. im Einzelbewerb. 2025 wurde er bei der 2. Liga der Team-Europameisterschaft in Maribor in 8:45,14 min Erster im Hindernislauf und siegte daraufhin in 8:37,84 min bei den Balkan-Meisterschaften in Volos.
2024 wurde Tuğluk türkischer Meister im 3000-Meter-Hindernislauf.

## Persönliche Bestleistungen
- 1500 Meter: 3:44,63 min, 12. Juli 2025 in Istanbul
- Halbmarathon: 1:06:05 h, 10. Januar 2021 in Adana
- 3000 m Hindernis: 8:26,88 min, 30. April 2024 in Huelva